# Deus Ex: Invisible War
Deus Ex: Invisible War ist die direkte Fortsetzung des Spieles Deus Ex und stammt wie dieses vom Entwicklerteam Ion Storm Austin. Es erschien für Windows und Xbox am 2. Dezember 2003 in den USA und am 5. März 2004 in Europa.

## Handlung
Deus Ex: Invisible War spielt im Jahr 2072, 20 Jahre nach den Ereignissen des ersten Teils. Die wahlweise männliche oder weibliche Hauptfigur des Spiels ist Alex D., ein weiterer Denton-Klon. Die Existenz dieser Klone wurde bereits im ersten Teil angedeutet, wo diese im noch unfertigen Zustand in den Laboren der Area 51 zu sehen waren. Alex D. ist Schüler der sogenannten Tarsus-Akademie in Chicago. Diese fällt zu Beginn des Spiels einem Terroranschlag zum Opfer, dem Alex und seine Kameraden nur knapp entkommen können. Sie werden an die Akademie in Seattle evakuiert, die den Ausgangspunkt für den weiteren Spielverlauf bildet.
Einige Charaktere des Vorgängers tauchen auch in Deus Ex: Invisible War wieder auf, darunter Tracer Tong, Paul Denton und JC Denton, der Protagonist des ersten Teils. Die Handlung führt den Spieler an verschiedene Schauplätze rund um die Welt, neben Seattle eine Arkologie und das umgebende Medina-Viertel in Kairo, die Porta Nigra in Trier und die Antarktis. Mit dem Finale auf der von Eis eingeschlossenen Liberty Island schließt sich der Kreis zum ersten Teil der Deus-Ex-Serie.

## Spielprinzip
Der Spieler kann sowohl Geschlecht als auch Hautfarbe bestimmen. Wie sein Vorgänger hat das Spiel zwar eine größtenteils lineare Haupthandlung, lässt dem Spieler aber alle Freiheiten, wie er diese Aufgaben erfüllt. Nanotechnologie und Verschwörungstheorien spielen wieder eine große Rolle, ebenso wie der schwelende Konflikt zwischen den Illuminaten und Majestic 12. Während die diesbezüglichen Darstellungen im Vergleich zum Vorgänger mit wenig Neuem aufwarten, wagt sich das Spiel ansatzweise in philosophische Themen wie den grundlegenden Konflikt zwischen Individualismus und Gesellschaft und zieht für Lösungsansätze den Bogen zu Ideen des Cyberpunk. Viele Spieler hatten dennoch das Gefühl, dass für den zweiten Teil eine tiefgründige Handlung zugunsten von mehr Action in den Hintergrund trat. Dies liegt nicht zuletzt an der ersatzlosen Streichung kleinerer Details, wie zum Beispiel Computer, an denen der Spieler E-Mails lesen konnte, sowie weniger Möglichkeiten der Charakterentwicklung.

## Entwicklung
Harvey Smith, Lead Designer des ersten Teils, begann bereits kurz nach Erscheinen von Deus Ex mit den Arbeiten am Script von Deus Ex: Invisible War. Die Entwicklung verlief parallel zu den Arbeiten am Mehrspieler-Modus zu Deus Ex (veröffentlicht als Patch und Bestandteil der Game of the Year Edition) und der Portierung des ersten Teils auf die PlayStation 2. Mitte des Jahres 2001 begannen die Arbeiten am Nachfolger schließlich in voller Teamstärke.
Auch Deus Ex: Invisible War beschäftigt sich thematisch mit der Frage nach Realität und Wahrheit. Nachhaltig beeinflusst wurden die Entwickler dabei von den Ereignissen des 11. Septembers 2001 und den anschließenden Maßnahmen der Regierung George W. Bush. Daneben gibt es Anleihen aus den Werken der Autoren Philip K. Dick (Blade Runner), William Gibson (Neuromancer-Trilogie) und Thomas Pynchon. Die Rolle und Stellung der real existierenden Welthandelsorganisation WTO im Spiel als monopolistische Finanzinstitution sind eine Referenz an die Globalismuskritik, wie sie bei den Protesten während der Ministerkonferenz der Wirtschafts- und Handelsminister der WTO in Seattle 1999 zum Ausdruck gebracht wurden.

### Technik
Entwickler Ion Storm nutzte eine stark modifizierte Version der Unreal Engine 2, die parallel dazu auch für das Spiel Thief: Deadly Shadows zur Anwendung kam. Daneben implementierten die Entwickler die Havok-Physik-Engine.
Anders als der erste Teil war Invisible War von Anfang an darauf ausgelegt, sowohl auf PCs als auch auf Spielkonsolen zu laufen, was sich im Design widerspiegelt. Viele Elemente des Spiels scheinen ein Kompromiss zwischen den Fähigkeiten und Gegebenheiten beider Plattformen zu sein. Dazu zählen im Vergleich zum Vorgänger verkleinerte Levels und damit einhergehend zahlreiche Ladesequenzen. Daneben litt das Spiel unter zahlreichen Programmier- und Anpassungsfehlern. Die erste (ungepatchte) default.ini-Datei der PC-Version enthielt bspw. viele irrelevante Einstellungen und echte Fehler, z. B. alte Kommentaren zu Thief: Deadly Shadows oder falsche Sichtfeldeinstellungen, die zur Xbox gehörten. Für die US-Version veröffentlichte Ion Storm zwei Patches, um die größten Probleme in den Griff zu bekommen. Die internationalen Versionen kamen von Anfang an in gepatchtem Zustand (v1.2) in den Handel.
Der aus 14 Titeln bestehende Soundtrack wurde von Alexander Brandon und Todd Simmons komponiert. Im April 2004 wurden alle Tracks zum kostenlosen Download auf der Homepage zu Deus Ex: Invisible War angeboten.

## Rezeption
Das Spiel erhielt positive Wertungen, die jedoch deutlich unter denen des Vorgängers lagen. Metacritic gibt bei 25 Rezensionen für die PC-Version eine durchschnittliche Wertung von 80 von 100 Punkten an, Gamerankings insgesamt 83,65 %. Die Xbox-Version wurde nur leicht besser bewertet (Metacritic: 84 / Gamerankings: 85,36 %). Kritisiert wurden unter anderem die Havok-Physik-Engine, die Einheitsmunition und mangelhafte KI. Die Schleichmechanik wurde im Vergleich zu Spielen wie Splinter Cell als deutlich weniger umfangreich empfunden und aufgrund mangelnden Feedbacks für die Spieler negativ bewertet. Positiv bewertet wurden unter anderem die aus dem Vorgänger bekannten, variablen Vorgehensweisen, die Synchronisation der deutschen Version und – mit Einschränkung – die Erzählung und Inszenierung der Handlung. Das Spiel wurde kritisiert, da es auf bestimmten Grafikkarten wie der GeForce 4 MX nicht lief, da diesen Pixel Shader fehlten, und für die im Vergleich zum ersten Deus Ex nur kurze Spieldauer.
Trotz aller Kritik konnte Publisher Eidos mehr als 1,2 Millionen Exemplare absetzen, womit die Verkaufszahlen über denen des Vorgängers mit ca. eine Million verkauften Exemplaren lagen.
2016 bezeichnete der Spielejournalist Richard Cobbett Invisible War rückblickend als eine der größten Enttäuschungen der PC-Spielegeschichte. Gerade der Schauplatz Liberty Island mit der Freiheitsstatue, der im Vorgänger als Einstieg und in Invisible War als Abschluss genutzt wurde, demonstriere deutlich die Eingeständnisse, die an die unterlegene Hardware der Xbox gemacht worden seien. Problem des Spiels sei auch nicht gewesen, dass Ion Storm sich gescheut hätte, den Vorgänger weiterzuentwickeln. Die Designer hätten einige sichtbare Anstrengungen unternommen, allerdings würden die Designentscheidungen eher krampfhaft bemüht und letztlich unausgegoren wirken. Invisible War sei zusammen mit dem ebenfalls enttäuschenden Thief: Deadly Shadows letztlich das Ergebnis der Schwächen seiner Zeit, nicht der Stärken. Obwohl es kein schreckliches Spiel sei, sei es auch kein unterschätzter Klassiker, sondern ein blutleeres Produkt, das rückblickend gegen das ein Jahr später erschienene, nicht weniger problematische Vampire: The Masquerade – Bloodlines bereits nicht mehr bestehen könne.

### Fortsetzungen
Es waren weitere Spiele im Deus-Ex-Universum geplant, darunter der taktische Mehrspieler-Shooter Deus Ex: Clan Wars von Crystal Dynamics. Publisher Eidos entschloss sich jedoch, das Spiel unter dem Namen Project Snowblind für PC, Xbox und PlayStation 2 zu entwickeln. Obwohl als qualitativ hochwertiger Ego-Shooter angelegt, verkaufte sich der Titel kaum und musste bald darauf im Niedrigpreissegment angeboten werden.
Mit dem Weggang der Designer Warren Spector und Harvey Smith von Ion Storm und der bald darauf folgenden Schließung des Entwicklungsstudios durch Eidos im Februar 2005, wurde die Fortführung der Franchises vorübergehend aufgegeben. Im Februar 2007 eröffnete Eidos ein neues Entwicklungsstudio in Montreal und kündigten schließlich im November 2007 eine Fortsetzung an. Das Spiel mit dem Titel Deus Ex: Human Revolution erschien im August 2011 und markierte eine erfolgreiche Rückkehr der Serie, auf die weitere Titel folgten.